# کودتای ۱۹۷۳ شیلی
کودتای ۱۹۷۳ شیلی یک کودتای نظامی در شیلی بود که دولت وحدت مردمی رئیس‌جمهور سالوادور آلنده را سرنگون کرد. در ۱۱ سپتامبر ۱۹۷۳، پس از یک دورهٔ طولانی ناآرامی اجتماعی و تنش سیاسی میان کنگرهٔ تحت کنترل مخالفان و رئیس‌جمهور سوسیالیست این کشور، و نیز جنگ اقتصادی که به دستور رئیس‌جمهور ایالات متحده آمریکا ریچارد نیکسون آغاز شده بود، گروهی از افسران نظامی به رهبری ژنرال آگوستو پینوشه قدرت را در یک کودتا به دست گرفتند و به حکومت غیرنظامی پایان دادند.
ارتش یک خونتای نظامی تأسیس کرد که تمام فعالیت‌های سیاسی در شیلی را به حالت تعلیق درمی‌آورد و جنبش‌های چپ، به‌ویژه احزاب کمونیست و سوسیالیست و جنبش چپ انقلابی (MIR) را تحت فشار می‌گذاشت. پینوشه یک سال پس از کودتا به قدرت رسید و در اواخر سال ۱۹۷۴ رسماً رئیس‌جمهور شیلی شد. دولت نیکسون که برای ایجاد شرایط کودتا تلاش کرده بود، به سرعت دولت نظامیان را به رسمیت شناخت و کوشید تا آن‌ها به قدرت برسند.
در طول حملات هوایی و زمینی که قبل از کودتا انجام شد، آلنده آخرین سخنرانی خود را ایراد کرد و سوگند خورد که در کاخ ریاست جمهوری می‌ماند و میان مبارزه یا فرار، اولی را انتخاب می‌کند. سالوادور آلنده در کاخ کشته‌شد، اما چگونگی مرگ او هنوز مورد بحث است.
تا پیش از کودتا، سیاست شیلی برای چندین دهه به‌عنوان کشوری دموکراتیک و دارای ثبات سیاسی مورد ستایش قرار گرفته‌بود، در دوره‌ای که دیگر کشورهای آمریکای جنوبی گرفتار رژیم‌های نظامی و کادیو بودند. کودتای شیلی به سقوط دموکراسی در این کشور منجر شد. پیتر وین کودتای ۱۹۷۳ را به‌عنوان یکی از خشن‌ترین رویدادها در تاریخ شیلی توصیف کرد. یک جنبش شورشی ضعیف علیه رژیم پینوشه در داخل شیلی توسط عناصر همدل با دولت آلنده به وجود آمد. یک طرح پیشنهادی بین‌المللی در سال ۱۹۸۸ با هدف انتقال مسالمت‌آمیز دولت نظامی شیلی به یک دولت غیرنظامی منتخب دنبال شد.
کودتای شیلی به دلیل همزمانی روز و ماهش با حملات ۱۱ سپتامبر در سال ۲۰۰۱، اغلب به عنوان یک ۱۱ سپتامبر دیگر نامیده می‌شود.

## پیشینهٔ سیاسی
آلنده در انتخابات ریاست جمهوری ۱۹۷۰ با خورخه آلساندری از حزب ملی و رادومیرو تومیک از حزب دموکرات مسیحی رقابت می‌کرد. آلنده ۳۶٫۶ درصد آرا را به دست آورد، و آلساندری با ۳۵٫۳ درصد در ردهٔ دوم قرار گرفت و تومیک با ۲۸٫۱ درصد سوم شد. اگرچه آلنده بیشترین آرا را به دست آورد، اما طبق قانون اساسی شیلی و از آنجایی که هیچ‌یک از نامزدها با اکثریت مطلق برنده نشده بودند، کنگرهٔ ملی تصمیم‌گیرنده بود که چه کسی را برندهٔ انتخابات اعلام کند.
قانون اساسی شیلی به شخصی اجازه نمی‌داد که برای دو دورهٔ متوالی رئیس‌جمهور شود؛ بنابراین، رئیس‌جمهور وقت، ادواردو فرای مونتالوا نمی‌توانست نامزد شود. عملیات "Track I" سازمان اطلاعات مرکزی آمریکا طرحی بود برای تحت تأثیر قرار دادن کنگره برای انتخاب آلساندری، که پس از مدت کوتاهی از سمت خود استعفا دهد و دومین انتخابات برگزار شود که در این انتخابات ادواردو فرای مونتالوا واجد شرایط نامزدی می‌شد. آلساندری در ۹ سپتامبر اعلام کرد که اگر کنگره او را انتخاب کند، استعفا خواهد داد. آلنده اساسنامهٔ ضمانت‌های قانون اساسی را امضا کرد که بیان می‌کرد او در دوران ریاست‌جمهوری خود از قانون اساسی پیروی می‌کند و تلاش دارد از نامزدی خود حمایت کند. کنگره سپس رأی به آلنده داد
ایالات متحده از نمونهٔ «آزمایش سوسیالیستی با عملکرد خوب» در منطقه هراس داشت و فشار دیپلماتیک، اقتصادی و پنهانی را بر دولت سوسیالیست منتخب شیلی اعمال کرد. در پایان سال ۱۹۷۱، نخست‌وزیر کوبا فیدل کاسترو بازدید رسمی چهار هفته‌ای از شیلی را انجام داد و ناظران آمریکایی را نگران «راه شیلیایی به سوسیالیسم» کرد.
در سال ۱۹۷۲، وزیر اقتصاد پدرو ووسکوویچ سیاست‌های پولی جدیدی را اتخاذ کرد که مقدار پول در گردش را افزایش می‌داد و ارزش اسکودو را کاهش داد، که تورم را در سال ۱۹۷۲ به ۱۴۰ درصد رساند و منجر به یک بازار سیاه اقتصادی شد.
در اکتبر ۱۹۷۲، شیلی اولین اعتصاب را تجربه کرد. در میان شرکت‌کنندگان، تجار کوچک، برخی اتحادیه‌های حرفه‌ای و گروه‌های دانشجویی بودند. رهبران آن‌ها - ویلارین، خائمه گوزمان، رافائل کومسیله، گیرمو التون، ادواردو آریاگادا - انتظار داشتند که دولت منتخب را سرنگون کنند. به غیر از آسیب‌رساندن به اقتصاد ملی، اثر اصلی اعتصاب ۲۴ روزه، کشاندن رئیس ارتش، ژنرال کارلوس پراتس به عنوان وزیر کشور به دولت بود که خواهان مماشات با جناح راست بود.
با وجود اقتصاد رو به زوال، ائتلاف وحدت مردمی رئیس‌جمهور آلنده آرای خود را در انتخابات پارلمانی مارس ۱۹۷۳ به ۴۳٫۲ درصد افزایش داد. اما در آن زمان، اتحاد غیررسمی میان اتحاد مردمی و دموکرات مسیحی پایان یافت. دموکرات‌های مسیحی با حزب راست‌گرای ملی که مخالف دولت آلنده بودند متحد شدند و حزب راستگرای کنفدراسیون دموکراسی (CODE) را تشکیل دادند. درگیری داخلی پارلمانی بین قوهٔ مقننه و قوهٔ مجریه فعالیت‌های دولت را فلج کرد.
آلنده رفته‌رفته از مخالفان خود احساس ترس کرد، زیرا متقاعد شده بود که آنها قصد ترور او را دارند. وی با استفاده از دخترش به عنوان پیام‌رسان، وضعیت را برای فیدل کاسترو توضیح داد. کاسترو چهار توصیه کرد: تکنسین‌ها را متقاعد کنید در شیلی بمانند، فقط مس را به دلار آمریکا بفروشید، دست به اقدامات انقلابی افراطی نزنید که به مخالفان بهانه‌ای برای ویران کردن یا به دست گرفتن کنترل اقتصاد می‌دهد، و رابطهٔ مناسب با ارتش شیلی تا زمانی که شبه‌نظامیان محلی تأسیس و تحکیم شوند را حفظ کنید. آلنده سعی کرد از توصیه‌های کاسترو پیروی کند، اما اجرای دو توصیهٔ آخر او دشوار بود.

### ارتش پیش از کودتا
پیش از کودتا، ارتش شیلی از دههٔ ۱۹۲۰، که پرسنل نظامی در مناصب دولتی حضور داشتند، روند سیاسی‌زدایی را پشت سر گذاشته بود. متعاقباً، اکثر افسران نظامی با کمبود بودجه روبرو بودند و فقط حقوق معاش داشتند. به دلیل حقوق کم، ارتشی‌ها زمان زیادی را در تأسیسات اوقات فراغت نظامی می‌گذراندند، که با افسران دیگر و خانواده‌هایشان ملاقات می‌کردند. ارتش جدا از جامعه ماند و تا حدودی یک گروه درون‌سازمانی شده بود، زیرا افسران اغلب با خواهران همرزمان خود یا دختران افسران بلندپایه‌تر ازدواج می‌کردند. بسیاری از افسران نیز خویشاوندانی در ارتش داشتند. در سال ۱۹۶۹، عناصر ارتش اولین اقدام شورش خود را پس از ۴۰ سال انجام دادند که در شورش تاکنازو شرکت کردند. تاکنازو کودتا به معنای واقعی کلمه نبود، بلکه اعتراضی به کمبود بودجه بود.
در طول دههٔ ۱۹۶۰، دولت‌های برزیل (۱۹۶۴)، آرژانتین (۱۹۶۶)، پرو (۱۹۶۸)، و بولیوی (۱۹۶۹) همگی در کودتا سرنگون شدند و حکومت‌های نظامی جایگزین آن‌ها گردیدند در ژوئن ۱۹۷۳ نیز اروگوئه به موج کودتا که منطقه را دربر گرفت پیوست. شرایط بد ارتش شیلی با تغییر اقبالی که ارتش کشورهای همسایه با به قدرت رسیدن در کودتا تجربه کردند، در تضاد بود.
در طول دهه‌های قبل از کودتا، ارتش تحت تأثیر ایدئولوژی ضد کمونیسم ایالات متحدهٔ آمریکا در چارچوب برنامه‌های همکاری مختلف قرار داشت.

## بحران
در ۲۹ ژوئن ۱۹۷۳، سرهنگ روبرتو سوپر کاخ ریاست جمهوری لاموندا را با هنگ تانک خود محاصره کرد، ولی نتوانست دولت آلنده را سرنگون کند. آن کودتای نافرجام - معروف به کودتای تانک Tanquetazo توسط گروه شبه نظامی ملی‌گرای پدری و آزادی سازماندهی شده بود.
در اوت ۱۹۷۳، یک بحران قانون اساسی رخ داد. دادگاه عالی علناً از ناتوانی دولت در اجرای قانون کشور شکایت کرد. در ۲۲ اوت، مجلس نمایندگان (همراه با دموکرات‌های مسیحی متحد با حزب ملی) دولت را به اعمال خلاف قانون اساسی متهم کرده و از ارتش خواست تا نظم قانون اساسی را اجرا کند.
برای ماه‌ها، دولت می‌ترسید که از پلیس ملی استفاده کند. در ۹ اوت، آلنده ژنرال کارلوس پراتس را به عنوان وزیر دفاع منصوب کرد. او در ۲۴ اوت ۱۹۷۳ به دلیل شرمساری از وقوع حادثهٔ الخاندرینا کاکس و اعتراض عمومی همسران ژنرال‌ها در خانه‌اش مجبور به استعفا از سمت وزیر دفاع و فرماندهی کل ارتش شد. ژنرال آگوستو پینوشه در همان روز به عنوان فرماندهٔ کل ارتش جایگزین او گردید. در اواخر اوت ۱۹۷۳، حدود ۱۰۰٫۰۰۰ زن شیلیایی در میدان قانون اساسی تجمع کردند تا علیه دولت به دلیل افزایش هزینه‌ها و کمبود فزایندهٔ مواد غذایی و سوخت اعتراض کنند، اما با گاز اشک‌آور متفرق شدند.

### مصوبهٔ مجلس نمایندگان
در ۲۲ اوت ۱۹۷۳، با حمایت دموکرات‌های مسیحی و اعضای حزب ملی، مجلس نمایندگان با رأی ۸۱ به ۴۷ قطعنامه‌ای را تصویب کرد که از «رئیس‌جمهور، وزرای کشور، و اعضای نیروهای مسلح و پلیس» درخواست می‌کرد تا به «[نقض] قانون اساسی… با هدف تغییر جهت دادن فعالیت‌های دولت به مسیر قانون و تضمین نظم قانون اساسی کشورمان، و زیربنای اساسی همزیستی دموکراتیک میان شیلیایی‌ها» فوراً «پایان دهد».
این قطعنامه اعلام کرد که دولت آلنده به دنبال «… تسخیر قدرت مطلقه با هدف آشکارِ قرار دادن همهٔ شهروندان تحت شدیدترین کنترل سیاسی و اقتصادی توسط دولت … [با] هدف استقرار یک نظام توتالیتر» است. اساساً بیشتر اتهامات مربوط به بی‌توجهی دولت به تفکیک قوا و تسلیم اختیارات قانونگذاری و قضایی به قوهٔ مجریه بود. در نهایت، این قطعنامه «ایجاد و توسعهٔ گروه‌های مسلح تحت حمایت دولت، که… به سمت رویارویی با نیروهای مسلح پیش می‌روند» را محکوم کرد. تلاش‌های رئیس‌جمهور آلنده برای سازماندهی مجدد ارتش و نیروهای پلیس، تحت عنوان «تلاش‌های بدنام برای استفاده از نیروهای مسلح و پلیس برای اهداف حزبی، تخریب سلسله‌مراتب نهادی آنها و نفوذ سیاسی در صفوف آنها» توصیف شد.

### پاسخ آلنده
دو روز بعد، در ۲۴ اوت ۱۹۷۳، رئیس‌جمهور آلنده پاسخ داد و اعلامیهٔ مجلس را به عنوان «مقدر آسیب رساندن به اعتبار کشور در خارج از کشور و ایجاد سردرگمی داخلی» توصیف کرد و پیش‌بینی کرد که «این امر قصد فتنه‌گری بخش‌های خاصی را تسهیل می‌کند». وی خاطرنشان کرد که این اعلامیه دو سوم اکثریت سنا را «از نظر قانون اساسی لازم» برای محکوم کردن رئیس‌جمهور به سوء استفاده از قدرت به دست نیاورد: اساساً مجلس «از مداخلهٔ نیروهای مسلح و نظم علیه یک دولت منتخب دموکراتیک استناد می‌کرد» و «نمایندگی سیاسی حاکمیت ملی به نهادهای مسلحی که نه می‌توانند و نه باید کارکردهای سیاسی یا نمایندگی ارادهٔ مردم را بر عهده بگیرند».
آلنده استدلال کرد که از ابزارهای قانون اساسی برای گنجاندن سربازان در کابینه «در خدمت صلح مدنی و امنیت ملی، دفاع از نهادهای جمهوری در برابر شورش و تروریسم» تبعیت کرده‌است. در مقابل، او گفت که مجلس کودتا یا جنگ داخلی را با اعلامیه‌ای «پر از تأکیداتی که قبلاً رد شده بود» و در ماهیت و فرایند نیز اصل ۱۲ قانون اساسی را نقض می‌کند. وی همچنین گفت که قوهٔ مقننه در حال غصب عملکرد اجرایی دولت است.

## اقدام نظامی
تا ساعت ۷:۰۰ صبح ۱۱ سپتامبر ۱۹۷۳، تاریخی که برای مطابقت با کودتای ۱۹۲۴ انتخاب شد، نیروی دریایی والپارایسو را به‌طور استراتژیک مستقر کرد و کشتی‌ها و پیاده‌نظام دریایی را در منطقه مستقر کرد. ساحل مرکزی و شبکه‌های رادیویی و تلویزیونی بسته شدند. فرماندار، رئیس‌جمهور آلنده را از اقدامات نیروی دریایی مطلع کرد. رئیس‌جمهور بلافاصله با محافظان خود، «گروه دوستان شخصی» (GAP) به کاخ ریاست جمهوری رفت. تا ساعت ۸:۰۰ صبح، ارتش اکثر ایستگاه‌های رادیویی و تلویزیونی در شهر سانتیاگو را بسته بود. نیروی هوایی ایستگاه‌های فعال باقی‌مانده را بمباران کرد. رئیس‌جمهور اطلاعات ناقصی دریافت کرد و متقاعد شد که تنها بخشی از نیروی دریایی علیه او و دولتش توطئه کردند.
آلنده و وزیر دفاع اورلاندو لتلیه نتوانستند با رهبران نظامی ارتباط برقرار کنند. دریاسالار مونترو، فرماندهٔ نیروی دریایی و از وفاداران آلنده، بی‌خبر ماند. تلفن او قطع شد و ماشین‌هایش قبل از کودتا خراب شدند تا اطمینان حاصل شود که او نمی‌تواند مخالفان را خنثی کند. رهبری نیروی دریایی به خوزه توریبیو مرینو، طراح «کودتا» و افسر اجرایی به دریاسالار مونترو منتقل شد. آگوستو پینوشه، ژنرال ارتش، و گوستاوو لی، ژنرال نیروی هوایی، به تماس‌های تلفنی آلنده با آنها پاسخ ندادند. مدیر کل "Carabineros" (پلیس یونیفرم‌پوش)، خوزه ماریا سپولودا، و رئیس پلیس تحقیقات (کارآگاهان لباس شخصی)، آلفردو جوینانت به تماس‌های آلنده پاسخ دادند و بلافاصله به پلیس رفتند. هنگامی که وزیر دفاع لتلیر به وزارت دفاع که تحت کنترل دریاسالار پاتریسیو کارواخال بود رفت، به عنوان اولین زندانی کودتا دستگیر شد.
علیرغم شواهدی مبنی بر دست داشتن تمام شاخه‌های نیروهای مسلح شیلی در کودتا، آلنده امیدوار بود که برخی از واحدها به دولت وفادار بمانند. آلنده به وفاداری پینوشه اعتقاد داشت و به یک خبرنگار گفت که رهبران کودتا باید ژنرال را زندانی کرده باشند. تنها در ساعت ۸:۳۰ صبح، زمانی که نیروهای مسلح کنترل خود را بر شیلی اعلام کردند و آلنده سرنگون شد، رئیس‌جمهور به بزرگی شورش ارتش پی برد. علیرغم عدم حمایت نظامی، آلنده از استعفای مقام خود امتناع کرد.
در حدود ساعت ۹:۰۰ پلیس ملی کاخ ریاست جمهوری را ترک کرد.
تا ساعت ۹:۰۰ صبح، نیروهای مسلح، شیلی را به جز مرکز شهر سانتیاگو، پایتخت، کنترل کردند. آلنده از تسلیم امتناع کرد، علی‌رغم اینکه ارتش اعلام کرد در صورت مقاومت در برابر سرنگونی، کاخ ریاست جمهوری لا موندا را بمباران خواهند کرد. حزب سوسیالیست به همراه مشاوران کوبایی‌اش به آلنده پیشنهاد کردند که به منطقهٔ صنعتی سن خواکین در جنوب سانتیاگو فرار کند تا بعداً دوباره گروه‌بندی کرده و یک ضد کودتا را رهبری کند. رئیس‌جمهور این پیشنهاد را رد کرد. به گفتهٔ تانیا هارمر، امتناع آلنده از رهبری شورش علیه کودتا، دلیلی بر تمایل بی‌وقفهٔ او برای ایجاد تغییر از طریق روش‌های غیرخشونت‌آمیز بود. ارتش تلاش کرد با آلنده مذاکره کند، اما رئیس‌جمهور با استناد به وظیفهٔ قانون اساسی خود برای ماندن در سمت خود از استعفا خودداری کرد. در نهایت، آلنده سخنرانی خداحافظی را ارائه کرد و به ملت از کودتا و امتناع خود از استعفا گفت.
لی دستور داد کاخ ریاست جمهوری بمباران شود، اما به او گفته شد که هواپیمای جت هاوکر هانتر نیروی هوایی چهل دقیقه طول می‌کشد تا برسد. پینوشه به یک نیروی زرهی و پیاده‌نظام به فرماندهی ژنرال سرجیو آرلانو دستور داد تا به سمت کاخ ریاست جمهوری لا موندا پیشروی کنند. هنگامی که نیروها به جلو حرکت کردند، پس از تیراندازی از سوی تک تیراندازهای GAP که روی پشت بام‌ها قرار داشتند، مجبور به عقب‌نشینی شدند. ژنرال آرلانو از فرماندهٔ اسکادران هلیکوپتر پومای ارتش شیلی پشتیبانی بالگرد را خواستار شد و نیروها توانستند دوباره پیشروی کنند. هواپیماهای نیروی هوایی شیلی به زودی برای پشتیبانی هوایی نزدیک برای حمله (با بمباران کاخ) وارد شدند، اما مدافعان تا ساعت ۲:۳۰ بعد از ظهر تسلیم نشدند. گزارش‌های اولیه حاکی از آن بود که رئیس‌جمهور ۶۵ ساله در حال جنگ با سربازان کشته شد، اما بعداً منابع پلیس گزارش دادند که او مرتکب خودکشی شده‌است.

## تلفات

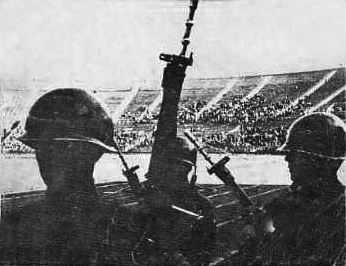
پس از کودتا از امکانات ورزشگاه ملی خولیو مارتینز پرادانوس به عنوان بازداشتگاه و شکنجه‌گاه استفاده شد.

در ماه‌های اول پس از کودتا، ارتش هزاران چپ‌گرای شیلیایی، اعم از واقعی و مشکوک را به قتل رساند یا ناپدید شدند. ارتش ۴۰٫۰۰۰ دشمن سیاسی را در استادیوم ملی شیلی زندانی کرد. در میان شکنجه‌شدگان و کشته‌شدگان، و ناپدیدشدگان، شهروندان آمریکایی چارلز هورمن و فرانک تروگی نیز بودند. در اکتبر ۱۹۷۳، ترانه‌سرای شیلیایی ویکتور خارا به همراه ۷۰ نفر دیگر در یک سری قتل توسط جوخهٔ مرگ کاروان مرگ ("Caravana de la Muerte") به قتل رسید.
دولت حدود ۱۳۰٫۰۰۰ نفر را در یک دورهٔ سه ساله دستگیر کرد. تعداد کشته‌ها و ناپدیدشدگان در ماه‌های اول حکومت نظامی به هزاران نفر رسید. اینها شامل پزشک بریتانیایی شیلا کسیدی نیز می‌شود که جان سالم به در برد تا نقض حقوق بشر در شیلی را در بریتانیا به اطلاع عموم برساند. در میان بازداشت شدگان آلبرتو باچله (پدر رئیس‌جمهور آینده شیلی میچل باچله)، یک مقام نیروی هوایی بود. او شکنجه شد و در ۱۲ مارس ۱۹۷۴ درگذشت. روزنامهٔ راست‌گرای El Mercurio گزارش داد که آقای باچله پس از یک بازی بسکتبال درگذشت و دلیل آن وضعیت نامناسب قلبی بود. میچل باچله و مادرش در ۱۰ ژانویه ۱۹۷۵ در ویلا گریمالدی بازداشت و شکنجه شدند.
پس از اینکه ژنرال پینوشه در همه‌پرسی سال ۱۹۸۸ در انتخابات شکست خورد، کمیسیون رتیگ، یک کمیسیون حقیقت‌یاب چند حزبی، در سال ۱۹۹۱ مکان مراکز شکنجه و بازداشت را مشخص کرد. بنا بر این گزارش، ویا باویه‌را، کشتی اسمرالدا و ورزشگاه ویکتور خارا مکان‌های بازداشت و شکنجه بودند. بعداً، در نوامبر ۲۰۰۴، گزارش والچ منتشر شد که براساس آن، تعداد کشته‌شدگان را کمتر از ۳٫۰۰۰ نفر برشمرد و تأیید کرد که حدود ۲۸٫۰۰۰ نفر دستگیر، زندانی و شکنجه شدند.
شصت نفر در نتیجهٔ مستقیم درگیری در ۱۱ سپتامبر کشته شدند، اگرچه جنبش چپ انقلابی و GAP روز بعد به مبارزه ادامه دادند. در مجموع، ۴۶ نفر از گارد آلنده کشته شدند، برخی از آنها در نبرد با سربازانی که موندا را تصرف کردند.
بر اساس گزارش‌های رسمی تهیه‌شده پس از بازگشت دموکراسی، در لاموندا تنها دو نفر جان باختند: رئیس‌جمهور آلنده و روزنامه‌نگار آگوستو اولیوارس (هر دو با خودکشی). دو نفر دیگر زخمی شدند، آنتونیو آگوئره و اسوالدو راموس، هر دو از اعضای همراهان رئیس‌جمهور آلنده. آنها بعداً ظاهراً از بیمارستان ربوده و ناپدید شدند. در نوامبر ۲۰۰۶، آسوشیتدپرس اشاره کرد که بیش از ۱۵ محافظ شخصی و دستیاران در جریان کودتا از کاخ دستگیر شدند و هنوز از آنها خبری نیست. در سال ۲۰۰۶ آگوستو پینوشه به دلیل مرگ دو نفر از آنها محکوم شد.>
در بخش نظامی، ۳۴ نفر کشته شدند: دو گروهبان، سه سرجوخه، چهار سرباز وظیفه ارتش، ۲ ستوان نیروی دریایی، ۱ سرجوخه، ۴ دانشجوی نیروی دریایی، ۳ سرباز وظیفه نیروی دریایی و ۱۵ پلیس. در اواسط سپتامبر، حکومت نظامی شیلی مدعی شد که نیروهایش متحمل ۱۶ کشته و ۱۰۰ زخمی دیگر بر اثر شلیک گلوله در عملیات پاکسازی هواداران آلنده شدند، و پینوشه گفت: «متأسفانه هنوز برخی از گروه‌های مسلح وجود دارند که بر حمله اصرار می‌ورزند و به این معنی است که قوانین نظامی زمان جنگ در مورد آنها اعمال می‌شود.»یک عکاس مطبوعاتی نیز در تیراندازی متقابل هنگام تلاش برای پوشش این رویداد جان باخت. در ۲۳ اکتبر ۱۹۷۳، سرجوخه ۲۳ سالهٔ ارتش بنجامین آلفردو جارامیلو روز، که در «کازادورس» خدمت می‌کرد، پس از اصابت گلوله توسط یک نفر، اولین قربانی عملیات ضد شورش در منطقهٔ کوهستانی Alquihue در Valdivia شد. ارتش شیلی در اکتبر ۱۹۷۳ در درگیری‌های مختلف با چریک‌های MIR و جنگنده‌های GAP متحمل ۱۲ کشته شد.

## پیامدها

### تأسیس رژیمی جدید

اعضای اصلی کودتای دولتی شیلی (۱۹۷۳)

در ۱۳ سپتامبر، خونتا کنگرهٔ شیلی را منحل کرد، احزابی را که بخشی از ائتلاف وحدت مردمی بودند، غیرقانونی اعلام کرد و تمام فعالیت‌های سیاسی «تعطیل» اعلام شد. دولت نظامی کنترل همهٔ رسانه‌ها، از جمله پخش رادیویی را که آلنده سعی کرد از آن برای ایراد آخرین سخنرانی خود به ملت استفاده کند را در دست گرفت. معلوم نیست چند نفر از شیلیایی‌ها واقعاً آخرین کلمات آلنده را در حین صحبت او شنیده‌اند، اما متن و صدای سخنرانی از دولت نظامی جان سالم به در برده‌است. لیدیا ام. بالترا، محقق شیلیایی، چگونگی کنترل پلتفرم‌های رسانه‌ای را توسط ارتش و تبدیل آن‌ها به «ماشین تبلیغاتی» خود توضیح می‌دهد. تنها دو روزنامه‌ای که پس از تسلط نظامی اجازهٔ انتشار یافتند ال مرکوریو و لا ترسرا د لا هورا بودند که هر دو تحت رهبری افراد ضد آلنده بودند. سکوت دیکتاتوری از دیدگاه چپ از رسانه‌ها و «هر گفتمانی که هر گونه مقاومتی در برابر رژیم را بیان می‌کرد» را فرا گرفت. نمونهٔ آن شکنجه و مرگ خوانندهٔ فولکلور ویکتور خارا است. دولت نظامی خارا را در روزهای پس از کودتا بازداشت کرد. او به همراه بسیاری دیگر از چپ‌گرایان در استادیوم ناسیونال یا استادیوم ملی شیلی در پایتخت سانتیاگو نگهداری می‌شدند. در ابتدا، حکومت نظامی سعی کرد با له کردن دستانش، او را ساکت کنند، اما در نهایت او به قتل رسید. بلافاصله پس از کودتا، ارتش به دنبال مجری تلویزیونی دون فرانسیسکو رفت تا از او در مورد وقایع گزارش دهد. دون فرانسیسکو این پیشنهاد را رد کرد و سرهنگی را که به او نزدیک شده بود تشویق کرد تا خودش نقش گزارشگر را بر عهده بگیرد.
در ابتدا، چهار رهبر حکومت نظامی وجود داشت: علاوه بر ژنرال آگوستو پینوشه، از ارتش، ژنرال گوستاوو لی گوزمان، از نیروی هوایی نیز وجود داشت. دریاسالار خوزه توریبیو مرینو کاسترو، از نیروی دریایی (که جایگزین دریاسالار رائول مونترو شد)، و سزار مندوزا دوران، از پلیس ملی (که جایگزین خوزه ماریا سپولودا شد). رهبران کودتا به زودی تصمیم به مخالفت با ریاست دوره‌ای گرفتند و ژنرال پینوشه را به عنوان رئیس دائمی حکومت نظامی منصوب کردند.

### واکنش‌های بین‌المللی
خوآن پرون رئیس‌جمهور آرژانتین کودتا را محکوم کرد و آن را برای قارهٔ آمریکا «مرگبار» خواند. قبل از کودتا، پرون به پیروان رادیکال‌ترش هشدار داده بود که آرام بمانند و «مانند آلنده عمل نکنند». دانشجویان آرژانتینی در مقابل سفارت شیلی در بوئنوس آیرس به کودتا اعتراض کردند، و بخشی از آنها شعار می‌دادند که «آماده عبور از آند هستند».

## یادبود
بزرگداشت کودتا با روایات رقیب در مورد علت و آثار آن همراه است. این کودتا توسط مخالفان و حامیان به طرق مختلف گرامی داشته می‌شود.
در ۱۱ سپتامبر ۱۹۷۵ پینوشه «شعلهٔ آزادی» را برای بزرگداشت کودتا روشن کرد. این شعله در سال ۲۰۰۴ خاموش شد. خیابان نیو پروویدنثیا در پروویدنثیا، سانتیاگو، در سال ۱۹۸۰ به خیابان ۱۱ سپتامبر تغییر نام داد. در سی‌امین سالگرد کودتا، رئیس‌جمهور ریکاردو لاگوس ورودی موراند ۸۰ به کاخ لا موندا را افتتاح کرد. این ورودی کاخ ریاست جمهوری در جریان تعمیراتی که دیکتاتوری پس از بمب‌گذاری در ساختمان انجام داد، پاک شده بود.

### سالگرد ۴۰سالگی
چهلمین سالگرد کودتا در سال ۲۰۱۳ بسیار شدید بود. در آن سال نام خیابان ۱۱ سپتامبر به نام اصلی خود یعنی خیابان نیو پروویدنثیا تغییر کرد. در ۱۱ سپتامبر ۲۰۱۳، صدها نفر از مردم شیلی در خیابان‌های سانتیاگو به یاد کسانی که توسط دیکتاتوری «ناپدید شدند» به صورت مُرده ظاهر شدند.
اپوزیسیون چپ میانه از شرکت در مراسم بزرگداشتی که توسط دولت راستگرای سباستین پینیه‌را سازماندهی شده بود خودداری کرد. اوسوالدو آندراده از حزب سوسیالیست توضیح داد که حضور در این مراسم قابل دوام نبود زیرا دولت پینیه‌را «مملو از همدستان منفعل» دیکتاتوری بود. برخی از سیاستمداران دست راستی نیز این دعوت را رد کردند.
تعدادی فیلم، نمایشنامه، و نمایشگاه عکاسی برای روشن کردن سوء استفاده‌ها و سانسور دیکتاتوری برگزار شد تعداد کتاب‌های جدید منتشرشده در این زمینه در سال ۲۰۱۳ به حدی بود که باعث رونق ویراستاری شد. موزهٔ حافظه و حقوق بشر همچنین مجموعه‌ای از اسناد محرمانهٔ سیا، اف‌بی‌آی، وزارت دفاع و کاخ سفید را به نمایش گذاشته که نقش ایالات متحده را در دیکتاتوری و کودتا نشان می‌دهد. همایش‌هایی با موضوع کودتا نیز برگزار شده‌است. سریال‌ها و مصاحبه‌های مختلفی با سیاستمداران با موضوع کودتا و دیکتاتوری در سال ۲۰۱۳ از تلویزیون شیلی پخش شد.